# Philocasca demita
Philocasca demita là một loài Trichoptera trong họ Limnephilidae. Chúng phân bố ở miền Tân bắc.